# 楊氏民宅
楊氏民宅（田壩大院）位於重慶市潼南区雙江鎮田壩街。是雙江鎮—座建築規模宏大，布局嚴謹，建造精緻，裝飾精巧，且保存完好的清代四合院式民居文物，是當地士紳楊守魯的家宅。1987年1月23日列為重慶市第二批市級文物保護單位初定名單。1992年3月19日列為重慶市第二批市級文物保護單位。2000年9月7日列為第一批重慶市文物保護單位。2006年5月25日公佈為第六批全國重點文物保護單位。